# مقاطعة أفمدو
مقاطعة أفمدو هي مقاطعة في محافظة جوبا السفلى في الصومال، عاصمتها مدينة أفمدو، تأسست عام 1896.

## روابط خارجية
- الخريطة الإدارية لمقاطعة أفمدو